# Cocodrilo Asesino
Cocodrilo Asesino (título original en inglés: Killer Crocodile) es una película de terror estadounidense de 1989 acerca de un cocodrilo de gran tamaño que se transforma cuando se expone a grandes cantidades de residuos tóxicos, que ha sido objeto de contaminación en el agua donde vive. La película está protagonizada por Richard Anthony Crenna  (hijo del fallecido actor, Richard Crenna) y fue seguido por una secuela, Cocodrilo Asesino II, en 1990.

## Argumento
Un grupo de jóvenes ecologistas en un viaje de investigación en un exótico río centroamericano se ven sorprendidos y atacados por un gigantesco cocodrilo. A partir de ese momento comienza una lucha entre los que protegen la supervivencia del animal, argumentando el equilibrio ecológico y la protección a la naturaleza, y los que desean a toda costa eliminarlo. Mientras tanto, el cocodrilo va cobrándose nuevas víctimas, asesinándolas de forma brutal. Es entonces cuando optarán por su total extinción.